# Oberstockberg
Oberstockberg ist ein Wohnplatz in der Gemeinde Kürten im Rheinisch-Bergischen Kreis.

## Lage und Beschreibung
Der Ort liegt an der Bundesstraße 506 nördlich von Eisenkaul.

## Geschichte
Die Topographia Ducatus Montani des Erich Philipp Ploennies aus dem Jahre 1715, Blatt Amt Steinbach, belegt, dass der Ort bereits 1715 als Ort mit drei Höfen bestand und als Stockberg bezeichnet wurde. Aus der Charte des Herzogthums Berg 1789 von Carl Friedrich von Wiebeking geht hervor, dass Oberstockberg zu dieser Zeit Teil der Honschaft Bechen im gleichnamigen Kirchspiel im Landgericht Kürten war. Er benennt den Ort als Stokberg.
Unter der französischen Verwaltung zwischen 1806 und 1813 wurde das Amt Steinbach aufgelöst und Oberstockberg wurde politisch der Mairie Kürten im Kanton Wipperfürth  im Arrondissement Elberfeld zugeordnet. 1816 wandelten die Preußen die Mairie zur Bürgermeisterei Kürten im Kreis Wipperfürth.
Oberstockberg gehörte zu dieser Zeit zur Gemeinde Bechen.
Der Ort ist auf der Preußischen Uraufnahme von 1840 als Stockberg verzeichnet.
Ab der Preußischen Neuaufnahme von 1892 ist er auf Messtischblättern regelmäßig als Stockberg verzeichnet.
Die Gemeinde- und Gutbezirksstatistik der Rheinprovinz führt Oberstockberg, hier Stockberg genannt, 1871 mit acht Wohnhäusern und 54 Einwohnern auf.
Im Gemeindelexikon für die Provinz Rheinland von 1888 werden neun Wohnhäuser mit 41 Einwohnern angegeben und der Ort mit Stockberg bezeichnet.
1895 hatte der Ort neun Wohnhäuser und 52 Einwohner, der Ort wird Stockberg genannt.
1905 besaß der Ort neun Wohnhäuser und 69 Einwohner und gehörte konfessionell zum katholischen Kirchspiel Kürten.
1927 wurden die Bürgermeisterei Kürten in das Amt Kürten überführt. In der Weimarer Republik wurden 1929 die Ämter Kürten mit den Gemeinden Kürten und Bechen und Olpe mit den Gemeinden Olpe und Wipperfeld zum Amt Kürten zusammengelegt. Der Kreis Wipperfürth ging am 1. Oktober 1932 in den Rheinisch-Bergischen Kreis mit Sitz in Bergisch Gladbach auf.
1975 entstand aufgrund des Köln-Gesetzes die heutige Gemeinde Kürten, zu der neben den Ämtern Kürten, Bechen und Olpe ein Teilgebiet der Stadt Bensberg mit Dürscheid und den umliegenden Gebieten kam.